# Antonio Zumárraga Díez
Antonio Zumárraga Díez (+ 1940) fue un abogado y político español. Fue alcalde de Burgos durante unos meses, del 9 de enero de 1903 al 27 de mayo de 1903.
Fue elegido diputado independiente por el Partido Conservador por el distrito de Salas de los Infantes (provincia de Burgos) en las elecciones generales de 1914. Días después perdió el escaño por una argucia legal. Dos años después Zumárraga se atrevió con éxito a desafiar al sistema de la oligarquía política burgalesa, rompiendo, por primera vez en toda la Restauración, el tradicional sistema de turnos entre conservadores y liberales. De esta forma renovó escaño en las elecciones de 1916, pero como regionalista castellano, siendo líder y fundador del Partido Regionalista Burgalés, el primer partido castellanista, con un ideario inicialmente próximo a los postulados que por aquellas fechas defendía Luis Carretero Nieva.
Este ideario, que Fernández Sancha, atribuye inicialmente al Partido Regionalista Burgalés evolucionó, ya en los primeros años, hacia las tesis que superaban el concepto de Castilla de Carretero Nieva, si consideramos que el periódico La Voz de Castilla, que había fundado Antonio Zumárraga Díez, celebraba la conferencia del economista Gregorio Fernández Díez (Burgos, agosto de 1918) o los jóvenes del partido publicaban el manifiesto A la juventud castellana en la revista toledana Castilla, revista regional ilustrada, en abril de 1919.
El Partido Regionalista Burgalés fue un formación política de carácter regeneracionista, con la intención de configurarse como una formación política interclasista y anticaciquista, dispuesta a terminar con las prácticas de la vieja política, conciliadora con el nacionalismo catalán y solidaria con las reclamaciones autonomistas de otras regiones y nacionalidades. Es decir, con unos planteamientos regionalistas muy diferentes a los esgrimidos en 1918 por los impulsores del Mensaje de Castilla.
A finales de 1918 y principios de 1919 los dirigentes del Partido Regionalista Burgalés, entre ellos Antonio Zumárraga, conectaron con políticos e intelectuales de otras provincias castellanas en un intento de crear una alternativa para la región distinta a la propuesta en el Mensaje de Castilla.
Después fue Decano del Colegio de Abogados de Burgos hasta su fallecimiento.
Acudió a la Asamblea de Parlamentarios de 1917.
Fundador, en 1910, del diario La Voz de Castilla.